# Paul Felix Schmidt
Pour les articles homonymes, voir Schmidt.
Paul Felix Schmidt est un joueur d'échecs estonien puis allemand et américain né le 20 août 1916 (calendrier grégorien) à Narva et mort le 11 août 1984 à Allentown (Pennsylvanie). Dans les années 1930 et 1940, il fut un rival de Paul Kérès (qui était né la même année que lui). Il remporta deux fois le championnat d'Estonie (en 1936 et 1937) et une fois le championnat open d'Allemagne (en 1941). En 1941, il remporta le tournoi de Varsovie-Cracovie à égalité avec Alexandre Alekhine. Après la Seconde Guerre mondiale, il reçut le titre de maître international en 1950 et exerça la profession de chimiste aux États-Unis.

## Biographie et carrière
Schmidt remporta les tournois de Tallinn 1933 (ex æquo avec Kappe et devant Paul Kérès) , Tallinn 1935 (devant Paul Kérès qu'il battit), Pärnu 1937 avec un point d'avance sur Salo Flohr, Paul Kérès, Gideon Ståhlberg et Xavier Tartakover. En 1936, il fit match nul avec Paul Kérès à Pärnu (+3 –3 =1), puis il finit deuxième du tournoi d'entraînement de Tallinn 1936-1937 derrière Kérès.
Il gagna les championnats d'Estonie en 1936 et 1937 à Tallinn (en l'absence de Kérès). Il participa à l'olympiade d'échecs de 1937 à Stockholm au deuxième échiquier de l'équipe d'Estonie qui finit sixième. 
En 1938, il finit dernier ex æquo du tournoi de Noordwijk remporté par Erich Eliskases devant Paul Kérès, Vasja Pirc, Max Euwe et Efim Bogoljubov. La même année, il finit deuxième du championnat d'Estonie et obtint un diplôme à Tallinn. 
En 1939, lors de l'olympiade d'échecs de 1939 à Buenos Aires, il jouait au troisième échiquier de l'Estonie qui finit troisième de l'olympiade. 
Pendant la Seconde Guerre mondiale, il quitta l'Estonie occupée par l'URSS et émigra en Allemagne où il finit deuxième du championnat open d'Allemagne à Bad Oeynhausen 1940. Puis, en 1941, il remporta le championnat open d'Allemagne disputé au même endroit, après un match de départage avec Klaus Junge (match disputé à Bromberg et remporté : 3,5 à 0,5), et le tournoi de Cracovie-Varsovie 1941, ex æquo avec le champion du monde Alexandre Alekhine). En 1942 et 1943, il finit troisième des tournois de Salzbourg remportés par Alekhine devant Kérès. En 1943, il termina deuxième du championnat de la Grande Allemagne remporté par Josef Lokvenc et troisième à Salzbourg 1943.
Après 1945, Schmidt étudia la chimie à Heidelberg. Il reprit la compétition en 1946, lors du tournoi de Hambourg 1946 où il finit deuxième ex æquo. En 1947, à Cassel, il finit deuxième derrière Efim Bogoljubov. En 1949, il fut sixième du tournoi d'échecs d'Hastings 1948-1949 (+1 –1 =7), deuxième du tournoi de Beverwijk (derrière Tartakover), cinquième ex æquo au championnat d'Allemagne à Bad Pyrmont et troisième ex æquo à Heidelberg, tournoi remporté par Unzicker. L'année suivante, il finit deuxième du tournoi de Sarrebruck (derrière O'Kelly) et disputa son dernier tournoi lors du championnat d'Allemagne de l'Ouest à Bad Pyrmont où il finit neuvième sur dix-neuf participants. 
Dans les années 1950, Schmidt  obtint un doctorat en sciences naturelles en 1951. En 1952, il émigra au Canada, puis aux États-Unis où il s'installa à Philadelphie et enseigna la chimie. Par la suite, il déménagea avec sa femme à Allentown pour travailler comme chercheur en chimie dans les Laboratoires Bell.